# Gruta Rei do Mato
Gruta Rei do Mato je jeskyně ve státě Minas Gerais v Brazílii. Nejbližším městem je Sete Lagoas a místo je snadno dostupné díky dálnici BR-040. Jeskynní systém se skládá ze čtyř sálů o celkové délce 998 metrů. Nachází se zde Sál rarit s proslulým obřím krápníkem, který měří dvacet metrů. Část jeskyně je od roku 1988 přístupná veřejnosti.
Byly zde nalezeny pozůstatky prehistorického živočicha Xenorhinotherium bahiensis i malby staré nejméně čtyři tisíce let. Jeskyně je pojmenována po osamělém muži zvaném Rei do Mato (Král lesa), který se zde skrýval po převratu Getúlia Vargase v roce 1930.